# Tayos ashmolei
Genre
Espèce
Synonymes
- Schizomus ashmolei Reddell & Cokendolpher, 1984

Tayos ashmolei, unique représentant du genre Tayos, est une espèce de schizomides de la famille des Hubbardiidae.

## Distribution
Cette espèce est endémique de la province de Morona-Santiago en Équateur,. Elle se rencontre dans la grotte Cueva de los Tayos.

## Description
Le mâle holotype mesure 6,8 mm et la femelle paratype 5,7 mm.

## Étymologie
Cette espèce est nommée en l'honneur de Nelson Philip Ashmole.

## Publications originales
- Reddell & Cokendolpher, 1984 : A new species of troglobitic Schizomus (Arachnida: Schizomida) from Ecuador. Bulletin of the British Arachnological Society, vol. 6, no 4, p. 172-177.
- Reddell & Cokendolpher, 1995 : Catalogue, bibliography and generic revision of the order Schizomida (Arachnida). Texas Memorial Museum Speleological Monographs, no 4, p. 1-170 (texte intégral).